# Griesheim
Griesheim er by som ligger i nærheden af Darmstadt i den tyske delstat Hessen. Den har partnerbyerne:
- Bar-le-Duc, Frankrig, siden 1975
- Gyönk, Ungarn, siden 1990
- Wilkau-Haßlau, Tyskland, siden 1990
- Pontassieve, Italien, siden 2008

## Komunalvalg 2011
| Parti                        | Procent |
| ---------------------------- | ------- |
| SPD                          | 50,1    |
| CDU                          | 24,5    |
| Bündnis 90/Die Grünen        | 18,2    |
| Wählergemeinschaft Griesheim | 4,7     |
| FDP                          | 2,5     |